# Mr. Merlin
Mr. Merlin ist eine US-amerikanische Fernsehserie, die in den Jahren 1981/1982 auf CBS ausgestrahlt wurde. In Deutschland wurde sie erstmals 1983/1984 in der ARD ausgestrahlt. Von den insgesamt 22 Episoden wurden lediglich 20 im deutschen Fernsehen gezeigt.

## Handlung
In den 25-minütigen Folgen geht es um Max Merlin, einen Tankstellenbesitzer in San Francisco. Seine eigentliche Identität ist allerdings Merlin aus der Artussage. Als er einen Lehrling sucht, der sowohl in der Tankstelle als auch beim Zaubern hilft, fällt seine Wahl auf Zachary Rogers. Der Zauberlehrling wendet sein Können jedoch meist zum unpassendsten Zeitpunkt an.
Ein markantes Merkmal für Mr. Merlin war die große weiß leuchtende Treppe, die aus einer Tür in den Himmel führte.

## Synchronisation
| Rolle          | Schauspieler    | Synchronisation         |
| -------------- | --------------- | ----------------------- |
| Max Merlin     | Barnard Hughes  | Friedrich W. Bauschulte |
| Zachary Rogers | Clark Brandon   | Stefan Krause           |
| Alexandra      | Elaine Joyce    | Ilse Pagé               |
| Leo Samuels    | Jonathan Prince | Torsten Sense           |